# إدوارد سويفت إشام
إدوارد سويفت إشام (بالإنجليزية: Edward Swift Isham)‏ هو سياسي أمريكي، ولد في 15 يناير 1836 في بينينغتون في الولايات المتحدة، وتوفي في 16 فبراير 1902 في نيويورك في الولايات المتحدة. حزبياً، نشط في الحزب الجمهوري. وقد انتخب عضو مجلس نواب إلينوي.